# Ursula Meier
Pour les articles homonymes, voir Meier.
Ursula Meier est une réalisatrice franco-suisse, née le 24 juin 1971 à Besançon.
Elle a été primée dans plusieurs festivals internationaux notamment l'Ours d'argent lors de la Berlinale 2012 pour son film L'Enfant d'en haut.

## Biographie
Ursula Meier étudie le cinéma à l’IAD en Belgique. Le succès de ses courts métrages et de ses documentaires lui vaut une reconnaissance élargie. Son court métrage Des heures sans sommeil a reçu le Prix Spécial du Jury au Festival de Clermont-Ferrand et le Grand Prix International au Festival de Toronto en 1998. Elle est choisie pour participer à la collection de téléfilms Arte « Masculin Féminin » et réalise, en 2002, Des épaules solides. En 2008, son film Home est sélectionné au Festival de Cannes et obtient de nombreuses distinctions et nominations à travers le monde (dont trois aux César). L’Enfant d’en haut reçoit en 2012 un Ours d'argent au Festival de Berlin, concourt pour les Independant Spirit Awards et l’acteur Kacey Mottet Klein est nommé au César du meilleur espoir masculin. Le film est récompensé, tout comme Home, de trois Quartz au Prix du cinéma suisse, dont celui du meilleur film de fiction, et représente à nouveau la Suisse aux  Oscars.
En 2012, elle est membre du jury de la Mostra de Venise et en  2013  du 35e Festival international du film de Moscou. Cette même année, elle produit L'expérience Blocher.  
En 2017, elle co-produit le documentaire sur l'Opéra de Paris, L'Opéra, de Jean-Stéphane Bron. 
En 2018, elle retourne à Berlin présenter son téléfilm Journal de ma tête, faisant partie de la collection Ondes de choc. Elle partage le prix Suissimage 2018 avec la jeune réalisatrice Carmen Jaquier.
En 2018, elle est présidente du Jury de la Caméra d'or lors du 71e Festival de Cannes.
Ursula Meier est membre fondateur de la société de production Bande à part Films, aux côtés de Frédéric Mermoud, Lionel Baier et Jean-Stéphane Bron.

## Filmographie

### Cinéma

#### Longs métrages
- 1999 : Autour de Pinget (documentaire sur l'écrivain du Nouveau Roman Robert Pinget[6])
- 2008 : Home
- 2012 : L'Enfant d'en haut
- 2022 : La Ligne

#### Courts métrages
- 1994 : Le Songe d'Isaac (avec Michel Vitold)
- 1998 : Des heures sans sommeil
- 2001 : Tous à table (avec Stephane Auberghen, Bernard Breuse, Philip Busby, Georges Saint-Yves, Laurence Vielle)
- 2014 : Les Ponts de Sarajevo
- 2015 :  Kacey Mottet Klein, naissance d'un acteur, court-métrage documentaire

### Télévision
- 2002 : Des épaules solides, dans le cadre de la collection « Masculin/Féminin » d'Arte[7]
- 2018 : Journal de ma tête, dans le cadre de la collection Ondes de choc (1er épisode : Journal de ma tête)

## Distinctions
- Home : Valois de la meilleure mise en scène au Festival du film francophone d'Angoulême en 2008
- L'Enfant d'en haut : mention spéciale à la Berlinale 2012, meilleur film suisse de l'année 2012 [8] et choisi pour représenter la Suisse aux Oscars[9]  dans la catégorie Meilleur film étranger.